# Aardbeving Papoea-Nieuw-Guinea 2022
De aardbeving bij Papoea-Nieuw-Guinea op 11 september 2022 gebeurde om 9:46 uur plaatselijke tijd (23:46 UTC).
Het epicentrum lag in Papoea-Nieuw-Guinea. De beving had een kracht van 7,6 op de momentmagnitudeschaal. Als gevolg van de beving vielen er zeker 12 doden en 42 gewonden.

## Tektonische achtergrond
Papoea ligt op een onstabiele breuklijn, die ook wel de Ring of Fire wordt genoemd. Vandaar dat hier vaak aardbevingen voorkomen.